# Mohamed Bangura
Mohamed Bangura (Kambia, Sierra Leone, 27 juli 1989) is een profvoetballer uit Sierra Leone die als aanvaller speelt.

## Carrière
Bangura begon zijn professionele carrière bij Kallon FC, een voetbalclub uit de Sierra Leoonse hoofdstad Freetown. In de tijd dat hij hier speelde kreeg hij interesse vanuit Zweden.
Op 19 maart 2010 werd Bangura op huurbasis aangetrokken door IFK Värnamo. In een half seizoen maakte hij 12 goals in 13 wedstrijden, waardoor Värnamo in de top drie stond om te kunnen promoveren naar de Superettan vanuit de Zweedse eerste divisie. Door deze indrukwekkende cijfers wist hij de aandacht te wekken van de grote clubs in Zweden.
Op 19 juli 2010 werd bekend dat Bangura een contract had ondertekend bij AIK voor 3,5 jaar, dat hem tot de club zou binden tot 2013. AIK nam de jonge Bangura over van Kallon FC voor een bedrag van €70.000. Op 8 augustus 2010 scoorde Bangura zijn eerste twee goals voor de club, in de wedstrijd AIK-IF Brommapojkarna (2-1-overwinning).
Op 30 augustus 2011 tekende Bangura een contract voor vier jaar bij het Schotse Celtic FC, met de overname werd £2.2 miljoen pond gemoeid. Op 10 september maakte hij zijn debuut in de 68ste minuut tegen Motherwell (4-0-overwinning). Mede door blessures kwam Bangura in het seizoen 11/12 maar 11 keer binnen de lijnen.
Eind augustus 2012 keerde Bangura terug naar AIK voor een huurperiode van 6 maanden. Zijn eerste wedstrijd speelde hij op 2 september tegen Helsingborgs IF. Op 30 september 2012 was hij belangrijk voor zijn club door 2 goals te scoren tegen GIF Sundsvall. Bangura wordt voor het 2013 seizoen gehuurd door IF Elfsborg.
In februari 2014 vertrekt Bangura naar Istanbul Başakşehir, dat hem transfervrij overneemt van Celtic FC. In Turkije speelt hij een half seizoen bij de club uit de Turkse hoofdstad, waarin hij 8 wedstrijden aan spelen toe komt. Ondanks het feit dat hij weinig minuten maakt weet Istanbul BB kampioen te worden en promoveert het naar de Süper Lig. Mede hierdoor is Bangura aan het einde van het seizoen clubloos.
Na deze periode in Turkije keert Bangura voor een derde keer terug bij AIK, echter dit keer permanent. In het seizoen 2015 speelt hij 30 wedstrijden, waarin hij tevens 8 keer scoort. Het team, bestaande onder andere uit Ebenezer Ofori en Jos Hooiveld, werd derde, waardoor een plek in de voorronde van de Europa League werd verzekerd. Desondanks bleek naar het einde van het seizoen dat Bangura opnieuw zou vertrekken bij AIK. Op 1 januari 2016 maakte hij de overstap van Solna naar China, namelijk naar Dalian Yifang. De afkoopsom kwam neer op maar liefst €800.000.
Iets meer dan een jaar later keerde hij terug in Zweden bij Dalkurd FF. Sinds April 2018 speelt Bangura voor Akropolis IF.